# Ulla Katajavuori
Ulla Kyllikki Katajavuori-Koskimies, född 16 juni 1909 i Raumo, död 5 oktober 2001 i Helsingfors, var en finländsk kantelespelare.
Katajavuori specialiserade sig på det sällan använda konsertinstrumentet kromatisk kantele, och byggde därvid upp en omfattande repertoar från folkmusik till större verk, ofta arrangerade av hennes make Eero Koskimies. Från och med 1930 konserterade hon flitigt i Finland, under kriget även vid fronten och med välgörenhetskonserter, och därpå bland annat i Norden och USA. Från 1948 var hon lärare vid Helsingfors konservatorium och 1954–1957 vid Tavastehus musikinstitut.
Katajavuori är begravd på Sandudds begravningsplats i Helsingfors.